# Ricardo Cano
Ricardo Cano (n. 26 de febrero de 1951 en Buenos Aires, Argentina) es un extenista argentino que se desempeñó como profesional en los años 1970. En su carrera como profesional no logró ningún título de ATP aunque si alcanzó 2 finales. En la modalidad de dobles logró 3 títulos. 
Fue un activo miembro del equipo argentino de Copa Davis entre 1971 y 1982, aunque siempre estuvo bajo la sombra de Guillermo Vilas, el mejor jugador argentino de la historia y contemporáneo suyo. Su mejor victoria en la Copa fue ante el estadounidense Dick Stockton en 1977 por la final de la Zona Americana. En 1981 participó en la llegada a la final ante Estados Unidos aunque no formó parte del equipo en la final y solo jugó un partido en el año contra Rumania, cuando la serie ya estaba definida.
En torneos de Grand Slam no pudo superar nunca la tercera ronda. Su juego era predominantemente de canchas lentas, por lo que nunca tuvo interés de participar en Wimbledon ni en el Abierto de Australia. Sus dos finales de torneos ATP fueron sobre canchas de polvo de ladrillo.
Se retiró en 1983 en parte debido a una pleuresía que le impedía rendir a pleno. Inmediatamente sirvió como capitán argentino de Copa Davis. Luego de su retiro ha servido de entrenador y ocasionalmente de columnista de tenis en medios gráficos argentinos.
Entre otros datos que quizás resulten de interés es su increíble parecido con el cantautor Sergio Denis.

## Torneos ATP (0; 0+2)

### Individuales (0)

#### Finalista (2)
| Leyenda                |
| Grand Slam (0)         |
| Tennis Masters Cup (0) |
| ATP Tour (2)           |

| N.º | Fecha               | Torneo    | Superficie        | Oponente en la final | Resultado           |
| --- | ------------------- | --------- | ----------------- | -------------------- | ------------------- |
| 1.  | 13 de julio de 1976 | Hilversum | Polvo de ladrillo | Balazs Taroczy       | 7-6 6-2 1-6 3-6 4-6 |
| 2.  | 12 de junio de 1978 | Bruselas  | Polvo de ladrillo | Werner Zirngibl      | 6-1, 3-6, 4-6, 3-6  |

### Dobles (4)

#### Títulos(4)
| Leyenda                |
| Grand Slam (0)         |
| Tennis Masters Cup (0) |
| ATP Tour (4)           |

| N.º | Fecha                   | Torneo       | Superficie        | Pareja          | Oponentes en la final        | Resultado   |
| --- | ----------------------- | ------------ | ----------------- | --------------- | ---------------------------- | ----------- |
| 1.  | 25 de noviembre de 1973 | Buenos Aires | Polvo de ladrillo | Guillermo Vilas | Patricio Cornejo Iván Molina | 7-6 6-3     |
| 2.  | 13 de julio de 1976     | Hilversum    | Polvo de ladrillo | Belus Prajoux   | Wojtek Fibak Balazs Taroczy  | 6-4 6-3     |
| 3.  | 20 de abril de 1981     | Bournemouth  | Polvo de ladrillo | Víctor Pecci    | Buster C. Mottram Tomáš Šmíd | 6-4 3-6 6-3 |
| 4.  | 8 de junio de 1981      | Bruselas     | Polvo de ladrillo | Andrés Gómez    | Carlos Kirmayr Casio Motta   | 6-2 6-2     |

#### Finalista (6)
| N.º | Fecha                   | Torneo       | Superficie        | Pareja        | Oponentes en la final          | Resultado   |
| --- | ----------------------- | ------------ | ----------------- | ------------- | ------------------------------ | ----------- |
| 1.  | 8 de agosto de 1976     | North Conway | Polvo de ladrillo | Víctor Pecci  | Brian Gottfried Raúl Ramírez   | 3-6 0-6     |
| 2.  | 15 de noviembre de 1976 | São Paulo    | Alfombra          | Belus Prajoux | Lito Álvarez Víctor Pecci      | 4-6 6-3 3-6 |
| 3.  | 22 de noviembre de 1976 | Buenos Aires | Polvo de ladrillo | Belus Prajoux | Carlos Kirmayr Tito Vásquez    | 4-6 5-7     |
| 4.  | 21 de noviembre de 1977 | Buenos Aires | Polvo de ladrillo | Antonio Muñoz | Ion Tiriac Guillermo Vilas     | 4-6 0-6     |
| 5.  | 23 de noviembre de 1981 | Santiago     | Polvo de ladrillo | Belus Prajoux | Hans Gildemeister Andrés Gómez | 2-6 6-7     |
| 5.  | 21 de noviembre de 1983 | Bahía        | Dura              | Thomaz Koch   | Givaldo Barbosa Joao Soares    | 2-6 6-7     |

## Torneos Challengers (2)

### Individuales (2)

#### Títulos
| N.º | Fecha                   | Torneo   | Superficie        | Oponente en la final | Resultado   |
| --- | ----------------------- | -------- | ----------------- | -------------------- | ----------- |
| 1.  | 2 de junio de 1980      | Cuneo    | Polvo de ladrillo | Mario Martínez       | 7-5 6-2     |
| 2.  | 8 de septiembre de 1980 | Campinas | Polvo de ladrillo | José Luis Damiani    | 6-3 4-6 6-2 |